# Санджай Капур
Санджай Суріндер Капур (англ. Sanjay Surinder Kapoor; нар. 17 жовтня 1965) — індійський актор і кінопродюсер. Він працює в Боллівуді, індійському телебаченні та вебсеріалах. Капур є засновником і директором Sanjay Kapoor Entertainment Private Limited.

## Раннє життя та походження
Капур народився в сім'ї Нірмал Капур та кінопродюсера Суріндера Капура. У нього є троє старших братів і сестер Боні Капур, Аніл Капур і Ріна Марва. Актори Сонам Капур, Арджун Капур, Джанхві Капур, Хуші Капур, Мохіт Марвах і Харшвардхан Капур, а також кінопродюсер Реа Капур є його племінниками та племінницями. Сім'я Капур Прітвіраджа Капура також є його далекими родичами, оскільки Прітвірадж Капур був двоюрідним братом його батька.

## Кар'єра

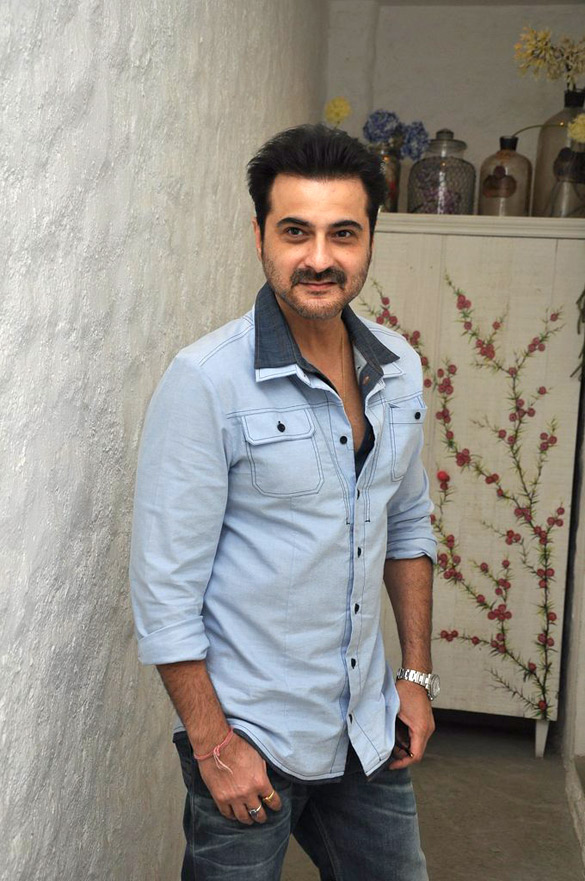
Санджай у 2011 році

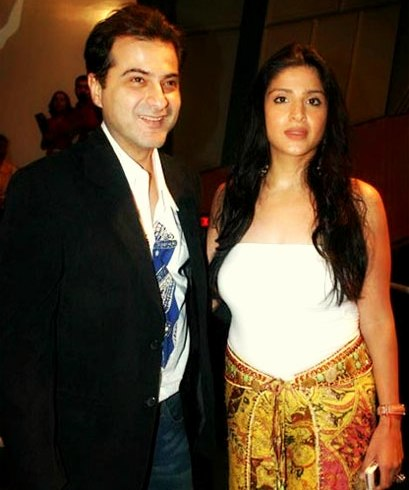
Санджай з дружиною Махіп

### Кінокар'єра та кілька успіхів (1995— тепер)
Капур дебютував у Боллівуді у 1995 році у фільмі «Любов», де зіграв з Табу. Незважаючи на те, що обидва дебютанти показали досить пристойні виступи, фільм був відкладений на багато років, оскільки він був у виробництві з 1989 року. Після виходу в прокаті він став успішним. Наступним фільмом Капура став «Раджа» (1995) з Мадхурі Діксіт, який мав касовий успіх. Він продовжував зніматися в кількох фільмах як головний актор, таких як Зброя (1997), Mohabbat (1997) і Тільки ти (1999). За винятком помірно успішного «Чхупа Рустам: Музичний трилер» (2001), він не мав особливого успіху як виконавець головних ролей, оскільки більшість його фільмів провалилися в прокаті. У 2002 році він з'явився в ролі лиходія, зігравши психопатичного чоловіка Еші Деол у фільмі «Koi Mere Dil Se Poochhe». Його гру високо оцінили критики.
Він зіграв ролі другого плану в таких фільмах, як Каямат: Місто під загрозою (2003), Джулі (2004), Випадково пощастило (2009) і Чудовий (2015).
У 2015 році Саджей став продюсером фільму «Ставлення» з його племінником Арджуном Капуром, у головній ролі. Він зіграв епізодичну роль разом зі своїм братом Анілом у фільмі Вітаю (2017).
На початку 2018 року Санджая взяли на роль головного персонажа в антологічному фільмі «Історії хтивості» разом з актрисою Манішею Койралою. У тому ж році він зіграв у фільмі «Фактор Зої», де його племінниця в реальному житті Сонам Капур зіграла роль його племінниці на екрані, та у фільмі мовою каннада «Seetharama Kalyana». У 2020 році він знявся в короткометражному фільмі «Sleeping Partner» разом з актрисою Дів'єю Дуттою.

### Телевізійна та вебкар'єра (2003— дотепер)
Він дебютував на телебаченні у 2003 році, з'явившись у телесеріалі Карішма – Чудеса долі разом з Карісмою Капур.
У 2017 році він отримав роль у телевізійному серіалі Вікрама Бхатта Будь обережний, моє серце зі Смріті Калрою. Серіал розповідає про чоловіка, який одружується з дівчиною, набагато молодшій за нього, і про те, як вони намагаються зробити свій шлюб успішним. Він отримав роль у вебсеріалі Soggy Hoga Tera Baap у ролі Chiraag Arora. Його також взяли на роль Санджая Тхакура в телефільмі «Вулиця моди». У 2020 році він з'явився в The Gone Game в ролі Раджива Гуджрала.
Потім він з'явився у фільмі «Остання година» у 2021 році як Аруп Сінгх. У 2022 році він з'явився у вебшоу Netflix «Гра слави» в ролі Нікіла Мора разом із Мадхурі Діксіт.

## Особисте життя
Він одружився зі своєю давньою подругою та колишньою актрисою Махіп Сандху в 1997 році. У пари є двоє дітей, Шаная і Джахан Капур.